# Théorème d'Erdős-Stone
Pour les articles homonymes, voir Théorème d'Erdős.
En théorie des graphes extrémaux, le théorème d'Erdős-Stone est un résultat asymptotique généralisant le théorème de Turán donnant une borne supérieure au nombre d'arêtes dans un graphe privé de H, H  étant un graphe non complet. Il est nommé d'après Paul Erdős et Arthur Stone, qui l'ont prouvé en 1946, et a été décrit comme le « théorème fondamental de la théorie des graphes extrémaux ».

## Fonctions extrémales des graphes de Turán
La fonction extrémale {\displaystyle ex(n;H)} est définie comme le nombre maximum d'arêtes dans un graphe d'ordre n ne contenant pas de sous-graphe isomorphe à H. Le théorème de Turán énonce que {\displaystyle ex(n;K_{r})=t_{r-1}(n)}, l'ordre du graphe de Turán, et que le graphe Turan est le graphe extrêmal unique. Le théorème d'Erdős-Stone étend cela aux graphes de Turán {\displaystyle T(rt,r)}: 
{\displaystyle {\mbox{ex}}(n;K_{r}(t))=\left({\frac {r-2}{r-1}}+o(1)\right){n \choose 2}.}

## Résultats
Plusieurs versions du théorème ont été prouvées. Soit {\displaystyle s_{r,\varepsilon }(n)} (pour {\displaystyle 0<\varepsilon <{\frac {1}{2(r-1)}}}) le plus grand t tel que chaque graphe d'ordre n et de taille 
{\displaystyle \left({\frac {r-2}{2(r-1)}}+\varepsilon \right)n^{2}}
contient un {\displaystyle K_{r}(t)}.
Erdős et Stone ont prouvé que 
{\displaystyle s_{r,\varepsilon }(n)\geq \left(\underbrace {\log \cdots \log } _{r-1}n\right)^{1/2}}
pour n suffisamment grand. L'ordre de {\displaystyle s_{r,\varepsilon }(n)} a été trouvé par Bollobás et Erdős : pour tout r et ε, il existe des constantes {\displaystyle c_{1}(r,\varepsilon )} et {\displaystyle c_{2}(r,\varepsilon )} telles que {\displaystyle c_{1}(r,\varepsilon )\log(n)<s_{r,\varepsilon }(n)<c_{2}(r,\varepsilon )\log(n)}. Chvátal et Szemerédi ont précisé la nature de la dépendance en r et ε: 
{\displaystyle {\frac {1}{500\log(1/\varepsilon )}}\log n<s_{r,\varepsilon }(n)<{\frac {5}{\log(1/\varepsilon )}}\log n} pour n suffisamment grand.